# 黑太陽731續集之殺人工廠
《黑太陽731續集：殺人工廠》，又名《魔鬼部隊》，為刻劃出第二次世界大戰時期大日本帝國關東軍731部隊進行人體實驗的香港電影。

## 概述
故事劇情描述1945年日本在滿洲國所建立的秘密基地「731部隊」。此時，侵華日軍節節敗退，日軍為扭轉局勢，命令「731部隊」對中國人所作各種慘絕人寰的人體實驗，試圖研製生化武器去對抗同盟軍。

## 故事劇情
1931年春天，日本在中國東北成立滿洲國，所建立的731部隊秘密基地，使得很多無辜的中國人、蘇聯人、韓國人和蒙古人，全都在這座人間地獄中，成為人體實驗下的冤魂。
飯田太郎奉命被派往哈爾濱的某一處秘密基地，不得已只有與女友馬場愛子分離。此時，侵華日軍節節敗退，日軍為扭轉局勢，試圖研製生化武器去對抗同盟軍，以求反敗為勝。他於秘密基地內，初見識到「原木」被強迫接受各種慘絕人寰的人體實驗，及結束後堆積如山的屍體，這些有如人間地獄一般的景象，讓他的精神上倍受折磨。
期間，飯田太郎曾委託同伴秘密寄信給女友，但被上級長官發現，讓兩人都受到處分。飯田太郎經釋放出來後，再度委託好友寄信，卻不幸害死好友……

## 演員表
| 演員   | 角色     | 粵語配音 | 備註 |
| 梁婉靜 | 馬場愛子 | 黃玉娟   | 飯田太郎之情人 馬場富男之女兒 後期營地騷亂期間被日軍鎮壓而亂槍掃射身亡 |
| 許戈   | 飯田太郎 | 黃志成   | 大日本帝國陸軍軍醫少尉 馬場愛子之情人 林田紀夫之好友 馬場富男之養子兼學生 後期營地騷亂期間被日軍鎮壓而亂槍掃射身受重傷，用盡一口氣想殺害石井四郎，卻被河野利用武士刀劈下頭髏，壯烈犧牲 |
| 朱剛   | 林田紀夫 |          | 大日本帝國陸軍少尉 飯田太郎之好友 後期被游擊隊殺害 |
| 温文鷹 | 坂本院長 |          | 追求馬場愛子 飯田太郎之情敵 |
| 余銘康 | 竹村義   |          | 大日本帝國陸軍少尉 |
| 張國文 |          |          | |
| 朱德承 | 佐川     | 周永光   | 大日本帝國陸軍上校 731部隊成員 片尾被不知名組織暗殺身亡 |
| 姜一守 | 河野     |          | 大日本帝國陸軍中校 731部隊成員 最後殺害叛逆的飯田太郎 |
| 王潤身 | 橋本     | 黃志明   | 大日本帝國陸軍上校 731部隊成員 |
| 劉廷堯 | 馬場富男 | 黃志明   | 醫生 馬場愛子之父親 飯田太郎之養父兼老師 石井四郎之大學同學 後期感染鼠疫身亡 |
| 李興強 | 小濱     |          | |
|        | 蘇珊     | 盧素娟   | 美國海軍陸戰隊上校 中央情報局特務 片頭邀請前731部隊成員商討，以金錢作利誘交換細菌病毒機密資料應付即將爆發的朝鮮戰爭                                                                    |
| 王剛   | 石井四郎 | 周永光   | 大日本帝國陸軍軍醫中將 731部隊創始人與部隊長 馬場富男之大學同學 |

## 備註
1. ↑  香港電影票房 1992 〔華語電影〕 （页面存档备份，存于），〈香港電影票房全紀錄〉
2. ↑  . Google Books.   [2024-02-21] （中文）.

## 外部連結
- 收藏的影片《黑太陽731續集之殺人工廠》[更多内容]
- 香港影庫上《黑太陽731續集之殺人工廠》的資料（繁體中文）
- 时光网上《黑太陽731續集之殺人工廠》的資料（简体中文）
- 豆瓣电影上《黑太陽731續集之殺人工廠》的資料 （简体中文）
- 爛番茄上《黑太陽731續集之殺人工廠》的資料（英文）
- AllMovie上《黑太陽731續集之殺人工廠》的资料（英文）
- 互联网电影数据库（IMDb）上《黑太陽731續集之殺人工廠》的资料（英文）